# メアリー・ベス・ハート
メアリー・ベス・ハート（Mary Beth Hurt、1946年9月26日 - ）は、アメリカ合衆国の女優。1971年に俳優のウィリアム・ハートと結婚、1982年に離婚した。

## 出演作品
- ヤング≒アダルト
- LAW & ORDER　ロー＆オーダー シーズン19
- ブラックサイト（ステラ・マーシュ）
- レディ・イン・ザ・ウォーター
- エミリー・ローズ（ブリュースター判事）
- LAW & ORDER： 性犯罪特捜班 シーズン3
- 天使のくれた時間
- 救命士（コンスタンス）
- 白い刻印
- LAW & ORDER　ロー＆オーダー シーズン6
- ジーン・セバーグの日記（主演）
- 私に近い6人の他人
- エイジ・オブ・イノセンス/汚れなき情事
- ライト・スリーパー
- ディフェンスレス／密会
- ニューヨークの奴隷たち
- ペアレンツ
- ジュディスの告発
- ダリル/秘められた巨大な謎を追って
- ガープの世界（ヘレン・ホーム）
- LOVEシーズン
- 揺れる愛
- インテリア（ウディ・アレン監督作品　ジョーイ役）：英国アカデミー新人賞